# Pomo
Pomo ist ein künstlich erschaffener Begriff für verschiedene verwandte indianische Gruppen aus dem Nordwesten des Kulturareals Kalifornien (in den heutigen Counties Mendocino, Lake und Sonoma). Zu Beginn des 19. Jahrhunderts lebten etwa 14.000 Pomo, 1975 waren es unter 1.000, während ihre Gesamtzahl 2010 mit 10.308 angegeben wurde. Sie sprachen ursprünglich eine Hoka-Sprache. Die insgesamt 21 sehr kleinen Pomo-Reservationen gehören jeweils separaten, staatlich anerkannten Bands.

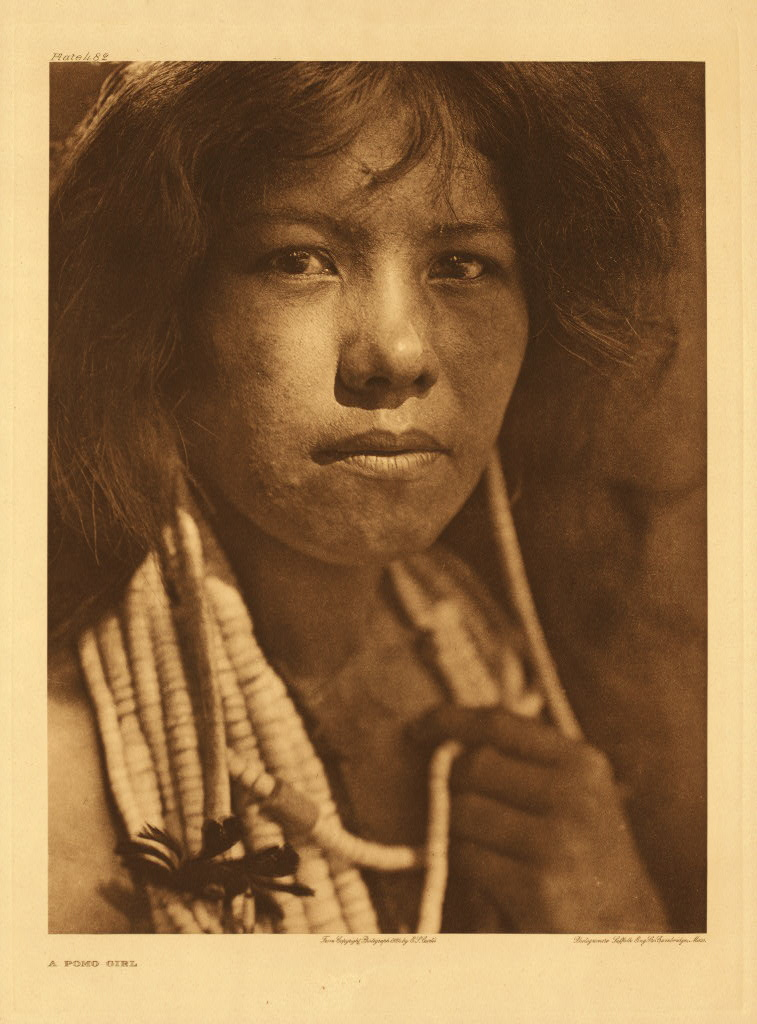
Mädchen der Pomo, Edward Curtis, 1924

Die Pomo sahen sich nicht als solche, sondern verstanden sich als Angehörige ihrer jeweiligen kleinen, völlig autonomen Gruppen. Die Gruppen sprachen unterschiedliche Dialekte, identisch mit den sieben geografischen Abteilungen der Pomo, den Südwestlichen (auch Kashaya), Südlichen, Nördlichen (auch Cahto), Zentralen, Nordöstlichen, Östlichen oder Südöstlichen Pomo. Fünf Dialekte sind heute ausgestorben. Südost-Pomo und Kashaya wird noch von einigen wenigen Personen gesprochen. Die Größe der einzelnen Dörfer variierte sehr stark. Schätzungen zufolge beheimateten sie jeweils zwischen 125 und 1500 Menschen. Meist lebten einige Familien, etwa 20 bis 30 Personen, in großen Häusern zusammen. Die Pomo sammelten Eicheln, Beeren und Pflanzensamen und jagten Antilopen, Hirsche und Kleinwild. Daneben aßen sie Raupen und Heuschrecken.
Aufgrund ihrer schamanistischen Ideologie kannten die Pomo verschiedene Zeremonien, mit denen sie sich den guten Willen der Geister sichern wollten. Vermutlich waren die Pomo sehr friedfertige Menschen; es gibt kaum Belege für kriegerische Aktivitäten.
Die einzelnen Gruppen der Pomo zeichneten sich durch unterschiedliche Kulturformen aus. So gab es je nach Gruppe individuellen oder kommunalen Landbesitz. Zum Teil wurde das Häuptlingstum vererbt, zum Teil wählten die Pomo ihren Häuptling. Manchmal war der Aufbau des Stammessystems eher schlicht, ein andermal recht komplex.

## Südöstliche Pomo

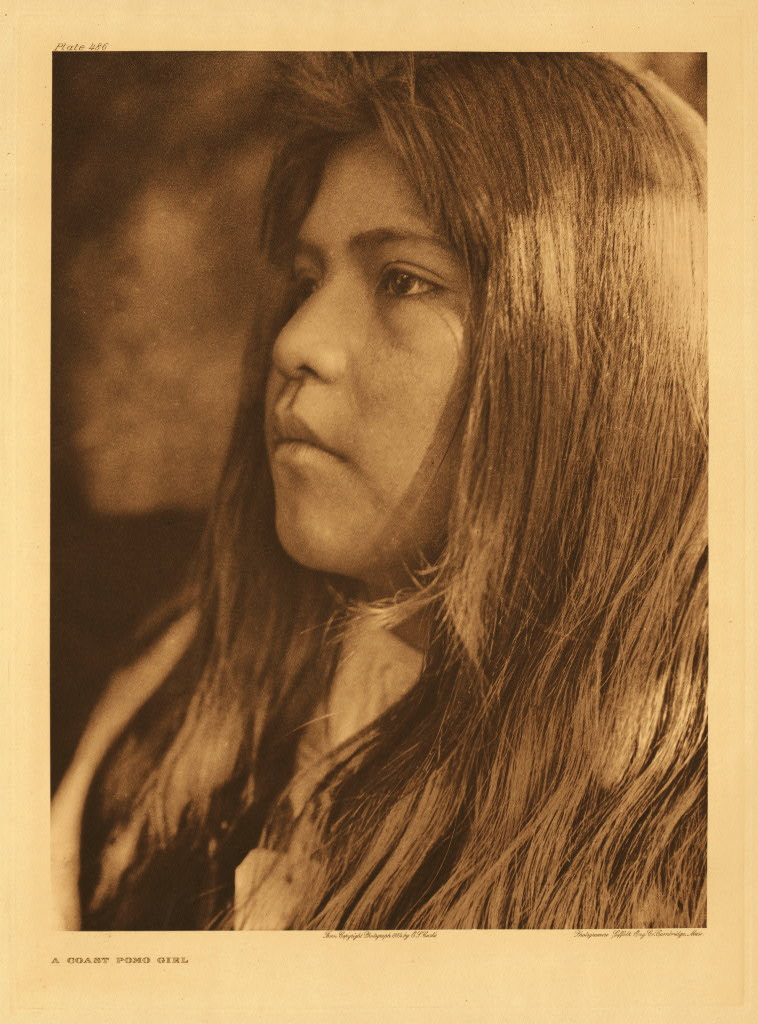
Pomo-Mädchen, Edward Curtis, 1924

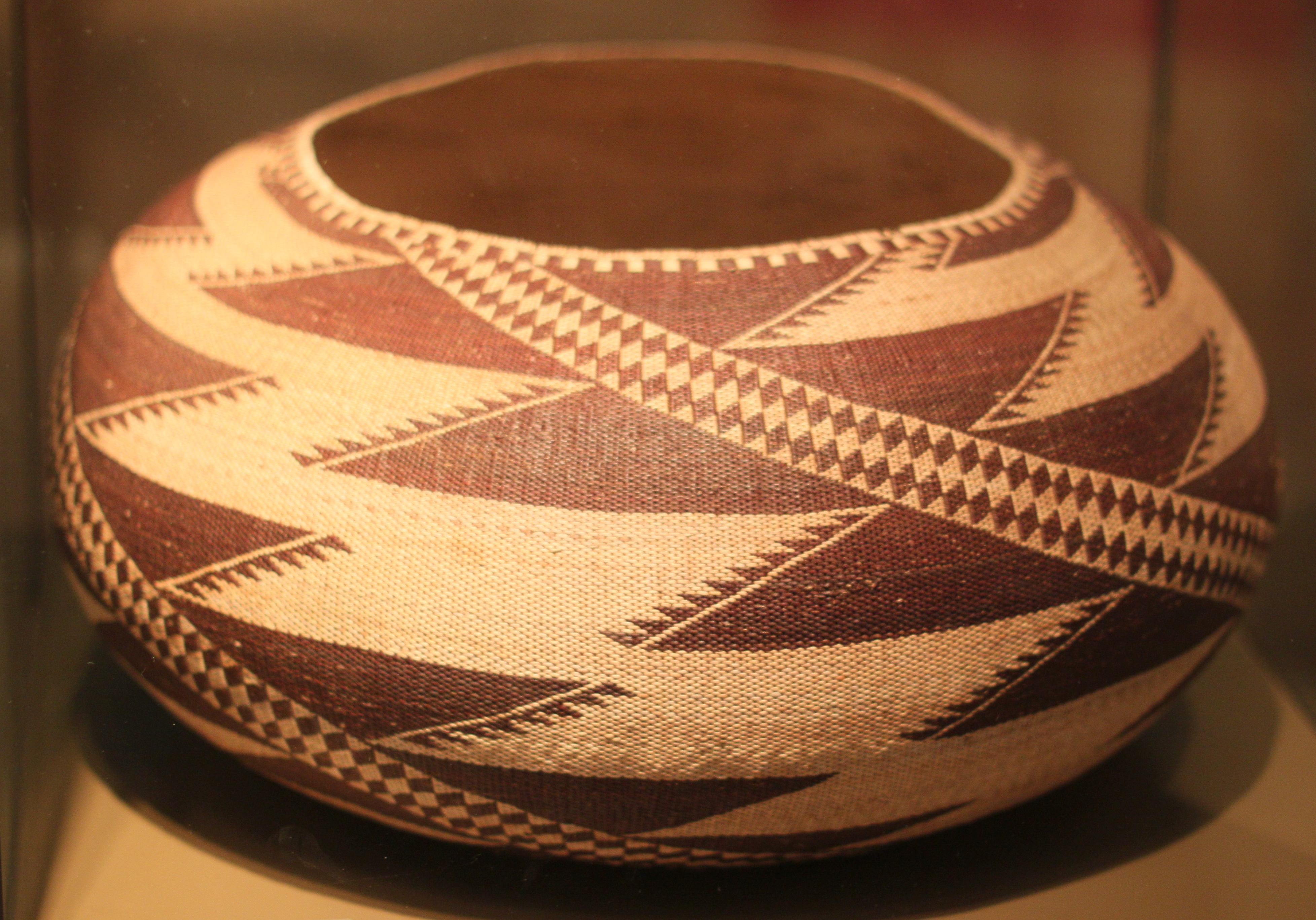
Zeremonialkorb der Pomo

Die Südöstlichen Pomo lebten in drei Dörfern verteilt, die sich auf Inseln im East Lake und im Lower Lake (heute Lake County) befanden. Das Klima war geprägt durch lange Trockenzeiten im Sommer und ergiebigen Regenfall im Winter.
Das Land in den Dörfern selbst befand sich im Familienbesitz, dasjenige außerhalb der Dörfer wurde kommunal verwaltet. Dem Dorf stand jeweils ein Häuptling vor, seine Kompetenzen sind jedoch unklar überliefert. Die übliche Nahrung der Pomo ergänzten die Südöstlichen Pomo durch Fische. Sie betrieben mit benachbarten Ethnien regen Handel.
Um 1812 stießen die Spanier in die Gegend der Südöstlichen Pomo vor. Etwas später erreichten amerikanische Fallensteller den Clear Lake. Bald schon ließen sich spanische Großrancher ebenfalls in diesem Gebiet nieder. Zu einem ersten ernsthaften Konflikt kam es 1850, als Andrew Kelsey und Charles Stone, zwei 1847 im Clear Lake Valley angesiedelte amerikanische Rancher die Pomo zur Arbeit bei der Ernte ihres Getreides gezwungen hatten, unter falschen Versprechungen von Lebensmittelzahlungen. Diese verweigerten, nachdem sie die wahre Absicht der Rancher erkannten, jegliche Zusammenarbeit und wehrten sich letztendlich gegen brutale Überschreitungen von Seitens der beiden Rancher und töteten diese. Daraufhin entsandte die US-Armee eine Truppe, welche die aufständischen Krieger unter Häuptling Augustine bestrafen sollte. Nachdem diese Einheit vergeblich nach den Kriegern suchte, massakrierte sie eine Siedlung mit über 200 Alten, Frauen und Kindern auf einer der Inseln im Clear Lake sowie weitere 75 Menschen entlang des Russian River. Es ging als Bloody Island Massaker in die Geschichte ein.
Kurz vor 1850 eroberten die Amerikaner die Region um die Seen. Ein Jahr später begannen sich vielzählige europäische und amerikanische Siedler dort niederzulassen. Die Südöstlichen Pomo wurden wiederum gezwungen, auf deren Farmen zu arbeiten; damit ging ein großer Teil ihrer Traditionen verloren. Viele Indianer starben in der Folge an eingeschleppten Krankheiten wie Pocken, Keuchhusten, Masern, Tuberkulose und ähnlichen. Die Bevölkerungszahl der Pomo sank innerhalb kurzer Zeit sehr stark. Immer mehr mussten sie den Weißen weichen und wurden auf ärmliche Reservate gezwungen. Oft wichen sie in Missionsstationen aus. 1878 und 1879 kauften verschiedene Gruppen der Pomo zusammen 90 Acres Land, die sie gemeinsam bewirtschafteten. Die Bevölkerungszahl sank weiter. Um 1911 lebten noch 431 Südöstliche Pomo meist auf weißen Farmen; vor der Ankunft der Weißen hatten sie vermutlich etwa 3.000 Seelen gezählt. Ein Jahr später errichtete die Regierung ein Reservat, in welches einige Pomo zogen. Andere zogen in die Städte oder wohnten auf einer von sechs Farmen.